# امراواتی

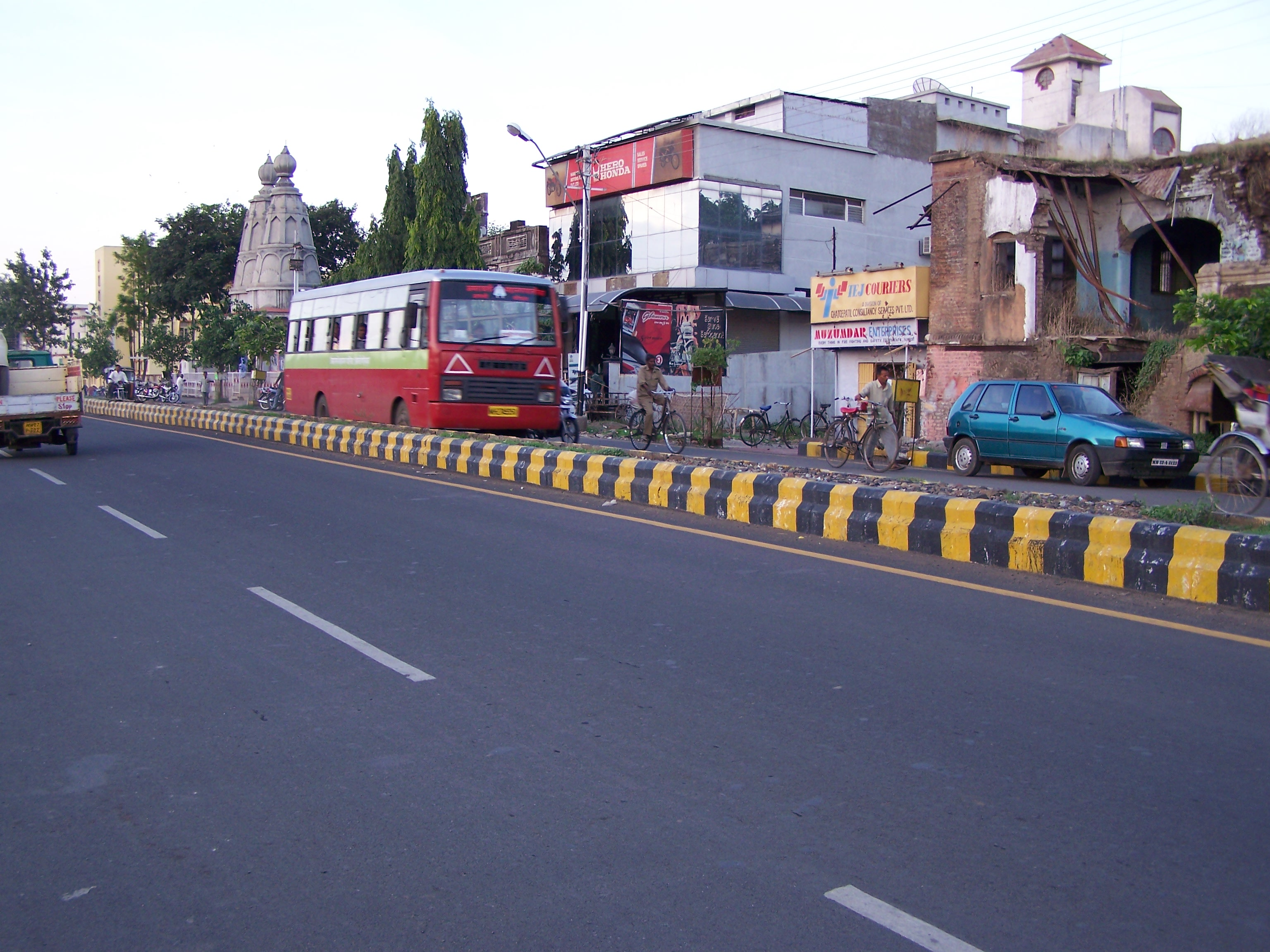
شهر امراواتی در هند

شهر امراواتی (به انگلیسی: Amravati) با جمعیت ۶۶۰٫۵۴۳ نفر در ایالت مهاراشترا در کشور هند واقع شده‌است.